# Jacob Isager
Jacob Erik Isager (født d. 2. november 1944 i Aalborg) er en dansk antikhistoriker. I 1969 blev Isager cand.mag. i klassisk filologi fra Aarhus Universitet.
I 1972 blev Isager lektor ved Institut for klassiske studier, Odense Universitet. I 1991 blev han dr.phil. og året efter docent.
Jacob Isager blev lørdag d. 28. maj 1966 gift med antikhistoriker Signe Isager.

## Publikationer (uddrag)
(2020) Vitruv, Om Arkitektur. University of Southern Denmark Classical Studies, Bind 2. ISBN 9788776749392
(2019) En antik kunsthistorie: Plinius den Ældres bøger om græsk og romersk skulptur, malerkunst og arkitektur. Forlæns. ISBN 9788791611513
(2009) Bronzer i bybilledet: Græsk og romersk skulptur i antikkens Rom. Syddansk Universitetsforlag. ISBN 9788776743529
(2008) sammen med Lars Bisgaard og Janus Møller Jensen: Renæssancen i svøb: Dansk renæssance i europæisk belysning. Syddansk Universitetsforlag. ISBN 9788776743604
(2001) Enas Danos stis stanes ton Sarakatsanon tis Pindarou tou 1922: To Institouto tis Danias stin Athena, 2001 (Ένας Δανός στις στάνες τον Σαρακατσάνων της Πινδάρου του 1922: Το Ινστιτούτο της Δανίας στην Αθήνα, 2001). Det Danske Institut i Athen.
(2001) Foundation and Destruction: Nikopolis and Northwestern Greece. The archaological evidence for the city destructions, the foundation of Nikopolis and the synoecism. Aarhus Universitetsforlag. ISBN 87-7288-734-6
(1993) Alexander the Great: Reality and Myth (engelsk)
I 1982 blev Isagers oversættelse af det latinske værk Beretning om belejringen af byen Rhodos udgivet sammen med facsimilen af den 500 år gamle udgivelse.